# Mandragora lékařská
Mandragora lékařská (Mandragora officinarum, syn. Mandragora officinalis) neboli pokřín obecný je jedovatá středomořská rostlina z čeledi lilkovitých, nejznámější z šesti zástupců rodu mandragora. Ve středověku byla v Evropě používána v čarodějnictví a magii pro své psychoaktivní účinky jako delirogen; zvláštní význam jí byl přikládán také kvůli zvláštnímu tvaru kořene.

## Etymologie
Slovo mandragora bývá většinou odvozováno z řeckého slova „mandra“, které znamená chlév či dobytek, rostlina je totiž pro hospodářská zvířata jedovatá. Jiná teorie odvozuje název ze sanskrtu, z „mangros“ a „angora“ tedy „uspávací látka“ Rostlina má mnoho jiných názvů, v Bibli je nazývána „jablíčko lásky“.
Mezi další názvy patří: „čertovské“ či „satanovské jablíčko“, „psí jablko“, „kořen satanův“, „ďáblova varlata“, „zemské jablko“ či „zemský mužíček“.

## Popis
Mandragora lékařská je vytrvalá bylina, jež může být stará až 50 let. Na krátkém stvolu vyrůstá hustá růžice řapíkatých svraštělých oválných listů dlouhých až 30 cm. Z růžice pak vyrůstají hrozny zvonkovitých květů, dlouhé okolo 3 cm a zelenobílé, fialové či modravé barvy. Rostlina kvete na jaře. Plodem jsou oranžové kulovité či oválné bobule, jež mají výrazné aroma a jejichž dužina obsahuje mnoho malých semen. Charakteristickým znakem rostliny je silný, dužnatý, vidlicově rozvětvený kořen, který někdy připomíná lidské tělo. Kořen dosahuje hloubky až 1 m.

## Areál rozšíření
Mandragora lékařská roste ve Středomoří, centrem jejího výskytu je Řecko a jižní Itálie. Vyskytuje se také na Blízkém východě. Lze ji nalézt hlavně na neobdělávaných kamenitých půdách.

## Historie

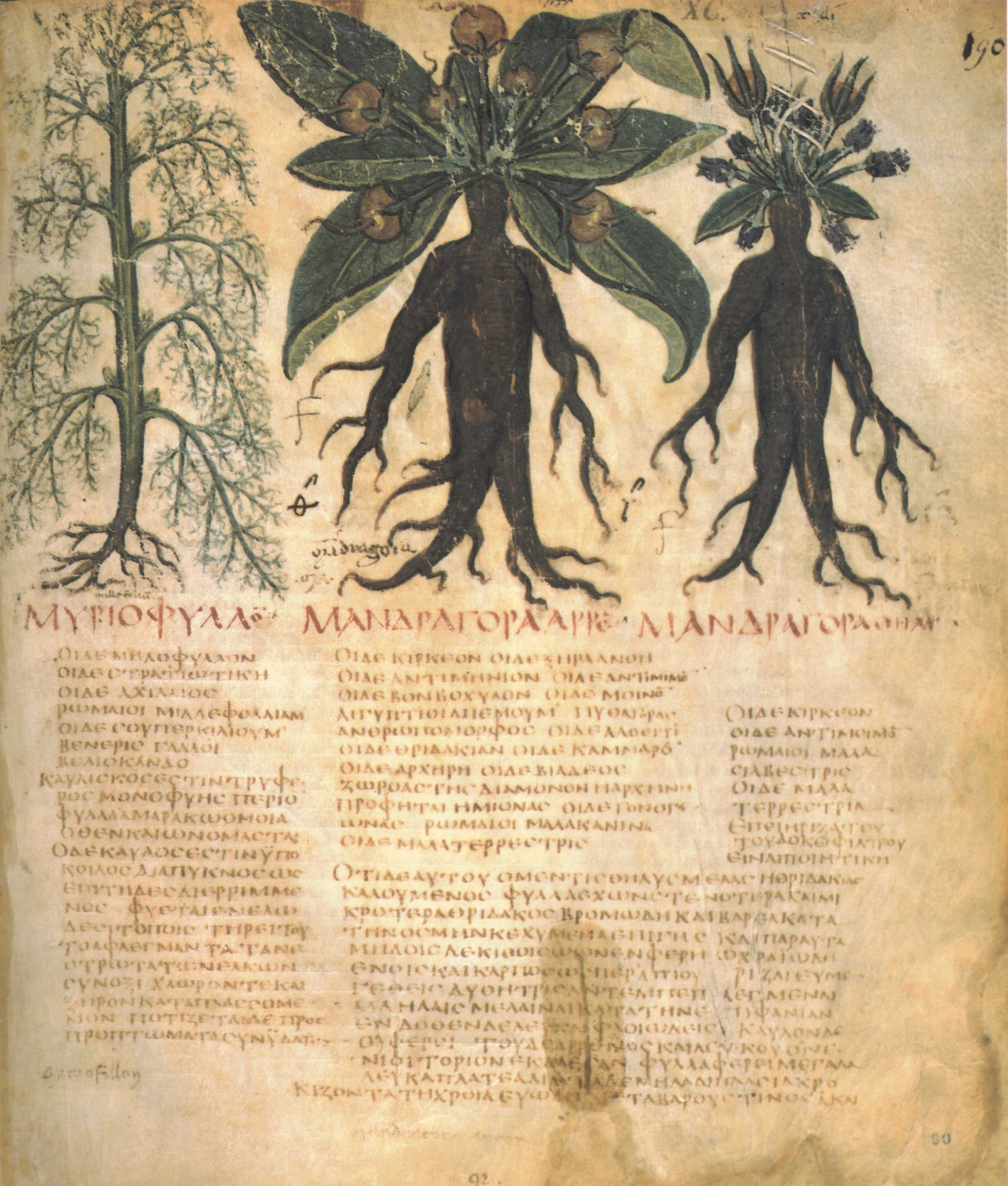
Mandragora v rukopisu ze 7. století

Mandragora byla v starověké Palestině a Egyptě považována za rostlinu lásky. V Bibli je zmiňována v Genesis a Písni písní jako „jablíčko lásky“. Také Řekové ji považovali za afrodisiakum. Léčivé účinky rostliny jsou zmiňovány v egyptském Ebersově papyru (přibližně 1550 př. n. l.). Pro své narkotické účinky byla využívána v antice jako anestetikum. Hippokratés doporučoval mandragoru na nemoci žlučníku, Plinius starší jako anestetikum a lék na hadí uštknutí. Avicenna jí uvádí také jako anestetikum, ale také jako lék na bolesti hlavy a epilepsii. Mezi další lékařské využití patřilo užívání zahuštěné šťávy jako masti na spáleniny, otoky či pohmožděniny a v kombinaci s ječnou moukou na bolesti svalů a kloubů. Mandragora byla podávána lidem, kteří byli ukřižováni.
Ve středověké Evropě byla využívána ve formě odvaru ve víně jako hypnotikum a anestetikum a také na léčbu ženské neplodnosti. V Evropě se však mandragoře přisuzovala především čarodějná moc, odvozená z tvaru kořene jež připomíná lidskou postavu (Alraunmännchen, Erdmännchen, Erdweibchen). Někdy byl kořen do lidské podoby přiřezáváním upravován. Byla rozlišována mandragora mužská a ženská, z nichž ženská byla žádanější a více připomínala člověka. Tyto figurky měly chránit před nemocemi a nosit štěstí. Byla využívána do čarodějnických mastí, jež navozovaly halucinace o létání. Z toho nejspíše vychází německý název „Hexenkraut“, tedy čarovná bylina. Rostlina také byla součástí „nápojů lásky“. Věřilo se že může růst pouze pod šibenicí, kde ukápla moč či semeno oběšence: Z toho vzniklo lidové pojmenování „šibeničník“.
Okolo mandragory se tradovala pověra trvající od starověkého Říma určující přísné předpisy týkající se sběru. Kdo se opovážil mandragoru vykopat, mohl být zabit děsivým křikem, který vydává démon sídlící v kořeni mandragory, když je vytažen. K ochraně bylo potřeba magického rituálu, v kterém hrál výraznou roli pes, jenž měl zemřít místo sběratele. Přivázal se ke kořeni mandragory, probodl se dýkou, aby ve smrtelné křeči vytrhl kořen ze země.
Přestože rostlina není více psychoaktivní než ostatní rostliny z čeledi lilkovitých, byla jí přisuzována výrazná magická moc. Podobná víra se také týkala jiných rostlin rodu mandragora, jako je například rostlina Mandragora autumnalis rostoucí mj. na Rhodu a nazývaná „zlatá jablíčka lásky“. 

## Použití
Mandragora lékařská, především její kořen a semena, působí jako silné sedativum, hypnotikum a halucinogen. Nejčastějším způsobem užívání bývá vtírání mandragory smísené s tukem či olejem do kůže: Při tomto způsobu se do těla dostává především skopolamin se silnými halucinogenními účinky. Při intoxikaci výrazně poklesá aktivita centrální nervové soustavy jako ve spánkové REM-fázi. V nižších dávkách navozuje trans a živé sny po dobu několika hodin. Alkaloidy v mandragoře nepříznivě působí na srdeční sval. Postupem času se zvyšuje tolerance, je tedy nutno zvyšovat dávky, ale závislost nevzniká.
V současné době také vzrůstá zájem o využití mandragory k léčbě cukrovky a vysokého krevního tlaku. Některé obsažené alkaloidy také účinkují proti rakovinovému bujení, především proti leukémii.

## Chemie

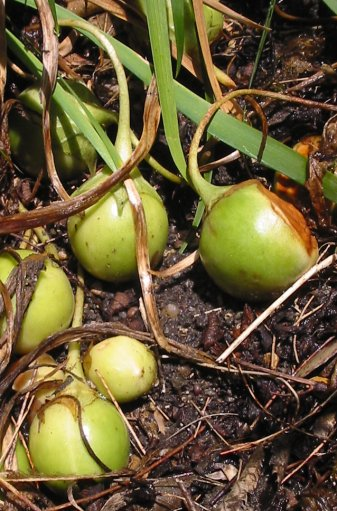
Zralé plody na rostlině mandragory

Účinnými látkami mandragory lékařské jsou tropanové alkaloidy, kterých je v rostlině asi 0,4 %. Kdysi byly souhrnně nazývané mandragorin. Jedná se o hyoscyamin, skopolamin, atropin, které jsou přibližně v poměru 18:2, 5:1), a dále norhyoscyamin a kuskhygrin.
Halucinogenní účinky vyvolává zjevně skopolamin (opojení, po kterém následuje narkóza s halucinacemi v přechodném stavu mezi bděním a spánkem). Tyto alkaloidy se nalézají v celé rostlině, ale jejich největší koncentrace je v semenech a v kořenu. Skopolamin a hyoscyamin mohou být použity jak jako léky, tak i jako jedy.
Jedovaté tropanové alkaloidy z této rostliny vyvolávají klasickou anticholinergní otravu. Symptomy se obvykle objeví za 30–60 minut po požití a mohou trvat 24–48 hodin, neboť tropanové alkaloidy prodlužují vyprázdnění a absorpci zažívacího traktu. Má se za to, že skopolamin, působící jako antagonista jak na periferální, tak i na centrální muskarinové receptory, je hlavní látkou způsobující toxické účinky těchto rostlin.
Tropanové alkaloidy se nalézají ve všech částech rostliny, s jejich nejvyšší koncentrací v kořenech a semenech (ta jsou v plodech rostliny). Atropin je artefakt vznikající racemizací l-hyoscyaminu při jeho čištění. Množství každého alkaloidu v rostlině závisí na varietě rostliny, roční době, místě růstu a části rostliny. Již v množství 0,1 mg ze semen může způsobit smrt jako následek zástavy srdečního rytmu.
Ve farmaceutickém průmyslu jsou sloučeniny mandragory základem léčivé látky etoposidů, účinných cytostatik, tedy látek používaných na potlačení nádorového bujení. Jako u všech cytostatik však dochází k působení i na nepozměněné buňky.

## Mandragora v populární kultuře
Ženou, jež se zrodila z kořene mandragory, se zabývá novela německého spisovatele Hannse Heinze Ewerse jménem Alraune z roku 1911. Na námět tohoto díla bylo natočeno několik filmů.
Mandragora se také vyskytuje ve fantasy literatuře a filmech jako Harry Potter, Zaklínač, Faunův labyrint, Maso a krev nebo Císařův pekař.